# Josef Redtenbacher
Josef Redtenbacher, född den 13 mars 1810 i Kirchdorf an der Krems, död den 5 mars 1870 i Wien, var en österrikisk kemist. Han var bror till entomologen Ludwig Redtenbacher.
1840 blev Redenbacher professor i kemi vid Karlsuniversitetet och 1849 vid Wiens universitet. Han har tillskrivits upptäckterna av akrolein och akrylsyra samt spelade en viktig roll i forskningen om taurinets sammansättning.